# Nokia 888
Nokia 888 — концепт мобильного телефона, разработанный турецким дизайнером Тамером Накисчи (Tamer Nakisci) в 2005 году.
Телефон эксплуатирует идею гибких форм-факторов, популярную среди дизайнеров мобильных телефонов разных фирм. Ожидается, что OLED-дисплей и мягкий корпус позволят изгибать телефон в любых разумных пределах, придавая ему форму браслета, «раскладушки», выгнутую, вогнутую и т.д. Заявленная запланированная толщина составляет 5 мм.
Помимо этого, в телефон планируется встроить систему приводов, позволяющую ему самостоятельно шевелиться, изгибаться и двигаться, например, при входящем сообщении или звонке. В качестве источника питания предполагается использовать специальные жидкие аккумуляторы. В 2006 году ориентировочная цена была 510$.
Дизайн телефона был признан победителем конкурса The Nokia Europe Benelux Awards 2005.